# Није крај љубави
Није крај љубави је други студијски албум српске фолк певачице Сање Савић издат 1994. године за Зам. Музику су писали Саша Поповић, Беки Бекић, Александар Савић, док су текстове писали сама певачица, Миладин Богосављевић и Миодраг Илић.Снимљени су музички спотови за песме Није крај љубави, Човек снова, Друга лига, Бог што земљом хода.

## Списак песама
1. Друга лига
2. Није крај љубави
3. Бог што земљом хода
4. Не волим очи плаве
5. Пољупци
6. Када добру свирку чујем
7. Програм мога компјутера
8. Човек снова
9. Бум бум
10. Металац